# Majandra Delfino
Majandra Delfino (roz. Marialejandra Delfino, 20. únor 1981 Caracas, Venezuela) je herečka, zpěvačka, malířka a tanečnice. Nejlépe známá díky roli Marii DeLucové v seriálu Roswell a roli "Jo Pye" v sitcomu State of Georgia. Je mladší sestrou herečky Marieh Delfino.

## Životopis
Je napůl venezuelského a napůl kubánského původu. Ve třech letech se přestěhovala do USA na Floridu. V deseti letech tančila ve hře Louskáček s Miamským baletem. V 11 letech se stala členkou pěveckého kvarteta "China Doll", žánrem odpovídající Soul-Popu. Kapela si užila svým pět minut slávy, když vystupovala jako předkapela "Bee Gees". Rok poté kapelu opustila. S herectvím začínala ve 14 letech. Její jednou z prvních rolí, prozatím označovanou za největší, byla Maria DeLucová v seriálu Roswell, objevila se také ve filmu Vím, co jsi dělal minulý pátek 13., parodii na horory, který byl natočen ještě před Scary movie, ale nebyl uveden do kin. Objevila se také v The Tony Danza Show a R.S.V.P. a v oscarovém snímku po boku Michaela Douglese - Traffic (2000)
Jako zpěvačka vydala dvě alba - The Sicks a Tarte a jeden singl - Le Prince Bleu D'Arthelius. Svůj pěvecký talent také zůročila několika písněmi v seriálu Roswell.
V roce 2002 žila se svým kolegou z Roswellu Brendanem Fehrem, v roce 2007 se vdala za Devona Gummersalla se kterým o rok poté rozvedla. Od roku 2011 žije s producentem, hercem a rodákem z Miami Davidem Waltonem se kterým má dceru Cecillii a syna Louse.
Ovládá hru na kytaru, piano a violoncello.

## Filmografie
| Rok       | Film/seriál                        | Role                  | Poznámky  |
| --------- | ---------------------------------- | --------------------- | --------- |
| 1997      | Opravdoví kamarádi                 | Judith Dunhill        |           |
| 1997-1998 | The Tony Danza Show                | Tina DiMeo            | 14 epizod |
| 1999      | The Secret Life of Girls           | Natalie Sanford       |           |
| 1999      | Katie Joplin                       | Sara Shotz            | 7 epizod  |
| 1999-2002 | Roswell                            | Maria DeLucová        | 61 epizod |
| 2000      | Vím, co jsi dělal minulý pátek 13. | Martina               |           |
| 2000      | Traffic - nadvláda gangů           | Vanessa               |           |
| 2001      | The Learning Curve                 | Ashley                |           |
| 2002      | R.S.V.P.                           | Callie                |           |
| 2003      | Reeseville                         | Iris Buchanan         |           |
| 2004      | Bostonská střední                  | Jill Sharpová         | 1 epizoda |
| 2004      | Celesta ve městě                   | Celeste Blodgett      |           |
| 2005      | Nechoď klepat na dveře             |                       |           |
| 2006      | Ultra                              | Suzette               |           |
| 2006      | Three Moons Over Milford           | Grace Wochuck         | 1 epizoda |
| 2006      | Help Me Help You                   | Lucy                  | 2 epizody |
| 2006      | State's Evidence                   | Trudi                 |           |
| 2008      | Heidi 4 Paws                       | slečna Rottenmeierová | dabing    |
| 2008      | Quarterlife                        | Vanessa               | 5 epizod  |
| 2009      | Pulling                            | Louise                |           |
| 2009      | Bent                               | Megan                 |           |
| 2009      | Web of Lies                        | Abby Turner           |           |
| 2010      | Life as We Know It                 | Jenna                 |           |
| 2011      | Men of a Certain Age               | Stella                | 2 epizody |
| 2011      | State of Georgia                   | Jo Pye                | 12 epizod |
| 2012      | Family Trap                        | Sarah                 |           |
| 2013      | Kancl                              | Frannie               | 1 epizoda |